# Bese Balázs
Bese Balázs (Budapest, 1999. január 22.–) magyar labdarúgó, jelenleg a Nyíregyháza kapusa.

## Pályafutása

### Klubcsapatokban
Bese Balázs Ferencvárosban, majd az MTK-ban nevelkedett, 2016-an került fel a kék-fehérek felnőtt csapatának keretébe. 2017 nyarán a másodosztályba kiesett fővárosiak kölcsönadták a szintén az NB II-ben szereplő Budaörsi SC csapatának. Itt a bajnokságban tizenkét alkalommal kapott játéklehetőséget, a Magyar Kupában pedig kétszer állt csapata kapujában. 2018 januárjában visszatért az MTK-hoz, ahol hétszer kapott lehetőséget a bajnoki címet nyerő és az élvonalba visszajutó csapatban. 2018 nyarán a következő szezonra a másodosztályba kieső Vasas SC vette kölcsön. Harmincnégy bajnokin védett a szezonban, majd a 2018–2019-es szezon végén visszatért az MTK-hoz. A 2019–2020-as szezonban öt bajnokin védett a másodosztályban első helyen végző MTK-ban, majd a következő szezon előtt az élvonal újoncához, a Budafoki MTE-hez került kölcsönbe. 2023. június 24-én bejelentették, hogy 2 éves szerződést kötött a Nyíregyháza Spartacusszal.

### A válogatottban
2021 márciusában Gera Zoltán szövetségi edző nevezte őt a 2021-es U21-es labdarúgó-Európa-bajnokságon szereplő magyar válogatott keretébe.

## Családja
Testvére Bese Barnabás válogatott labdarúgó.

## Sikerei, díjai
MTK
- NB II
  - Bajnok: 2017–2018